# Snøhetta (ateliér)
Snøhetta (výslovnost v norštině: [ˈsnø̀ːˌhɛtːɑ] ) je mezinárodní ateliér pro architekturu, krajinnou architekturu, interiérový design a design se sídlem v Oslu a New Yorku se studii v San Franciscu, Innsbrucku, Paříži, Hongkongu, Adelaide a Stockholmu. Založili ji Kjetil Trædal Thorsen, Christoph Kapeller a Craig Edward Dykers.

## Ocenění
Snøhetta obdržela cenu World Architecture Award za projekt  Knihovny v Alexandrii a operní dům v Oslu. Za Alexandrinskou knihovnu obdrželi rovněž cenu Aga Khana za architekturu. 
V roce svého dokončení v roce 2008 byla stavba Opery v Oslu oceněna také cenou Miese van der Rohe,  cenou EDRA (Environmental Design Research Association) cenou Great Places Award a oceněním European Prize for Urban Public Space. V roce 2010, prostřednictvím Kjetila Trædala Thorsena byla soudržnost děl Snøhetta s jejich prostředím oceněna Globální cenou za udržitelnou architekturu, a to jak z mezinárodního hlediska, za jejich rozsáhlé projekty, tak v měřítku místních malých projektů.

## Pozoruhodná díla

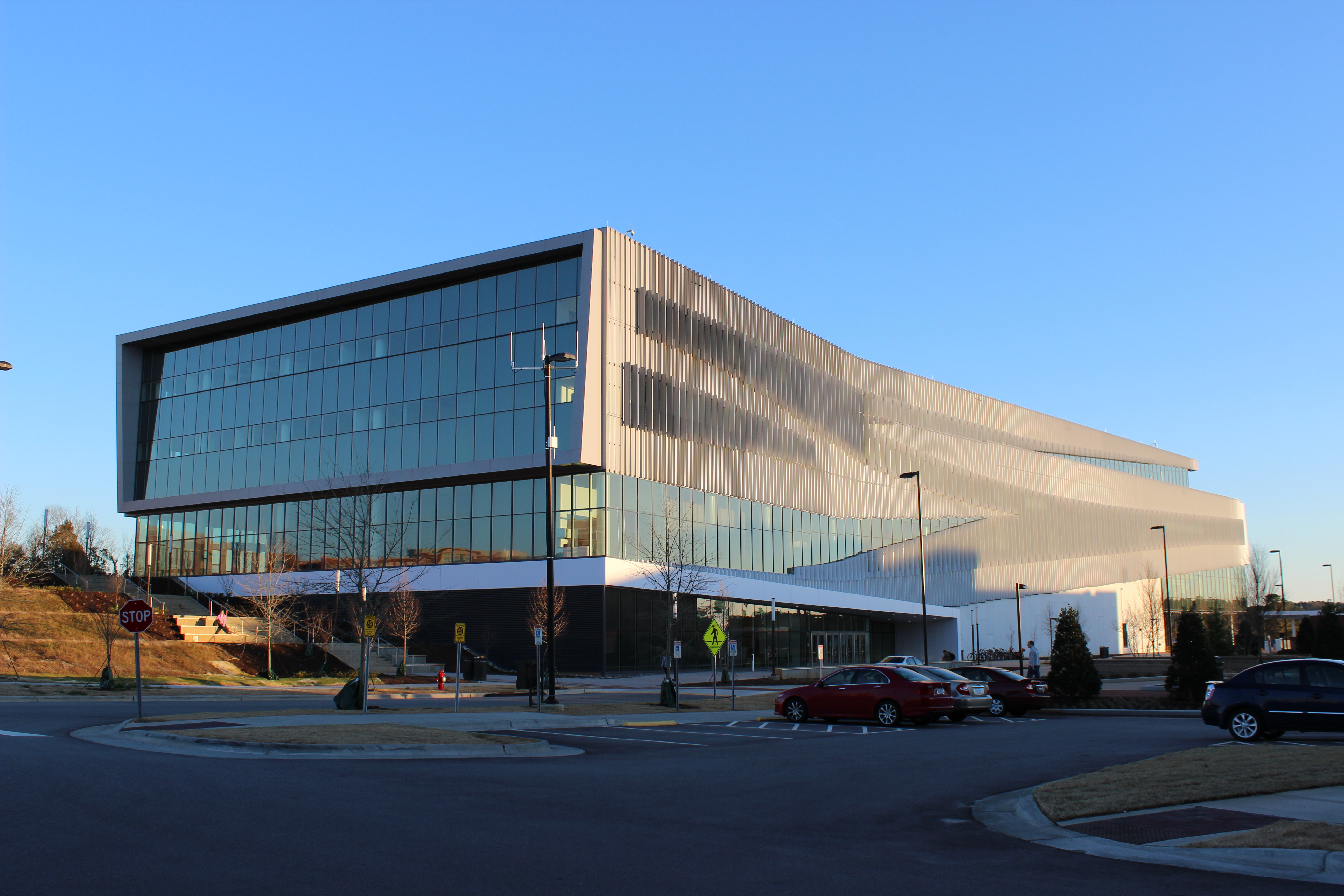
James B. Hunt Jr. Library, Severní Karolína
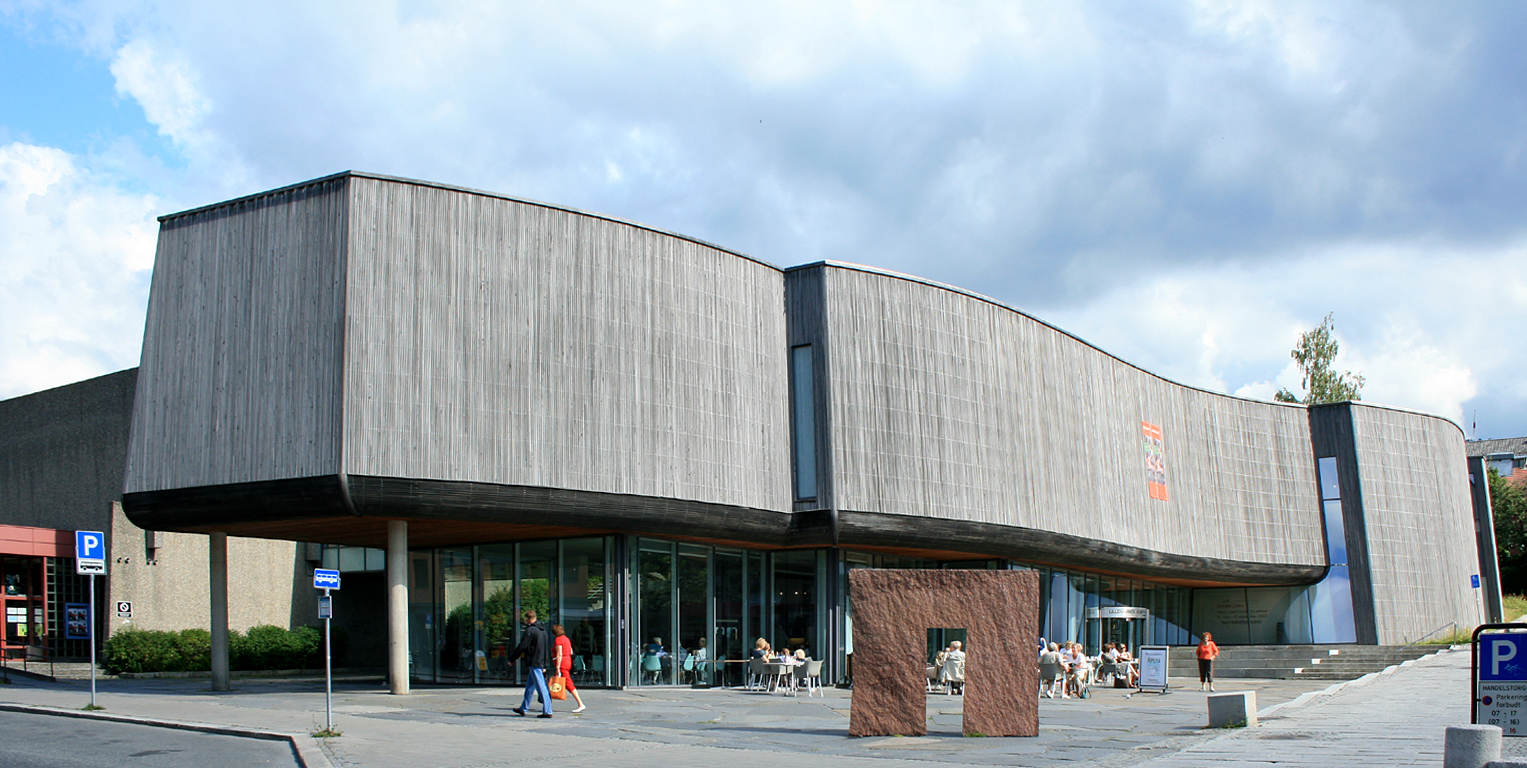
Muzeum umění Lillehammer
Opera v Oslu

- Lillehammer Art Museum v Norsku (1992)
- Bibliotheca Alexandrina (Knihovna Alexandrie) v Egyptě (2002)
- Opera v Oslu (2008)
- Norské velvyslanectví v Berlíně
- Národní muzeum z 11. září v areálu Světového obchodního centra v New Yorku
- James B. Hunt Jr. Library na North Carolina State University v Raleigh
- Studentské vzdělávací centrum Ryerson University v Torontu (2015) [5]
- Rozšíření Sanfranciského muzea moderního umění (2016) [6]
- Mezinárodní centrum jeskynního umění Lascaux IV v Montignac, Francie (2016) [7] [8]
- Calgary Central Library, Alberta, Kanada (2018) [9]
- Under, podvodní restaurace v Lindesnes, Norsko [10]
- Wolfe Center for the Arts na Bowling Green State University v Ohiu [11]
- Charles Library na Temple University ve Filadelfii [12]